# Valeria Rossella
Valeria Rossella (Torino, 22 agosto 1953) è una poetessa italiana.

## Biografia
Discendente, per via paterna, della settecentesca famiglia dei pittori Ligari di Sondrio, ha coltivato parallelamente all'attività letteraria l'amore per l'arte e la passione per la musica, studiando per dieci anni pianoforte.
Esordisce nel 1981 con la raccolta poetica Spartiti per il pifferaio di Hamelin, parabole, discanti e incanti, che nell'anno seguente ottiene il Premio Biella come "Opera Prima". Sviluppa quindi nel corso degli anni, e nelle successive raccolte, un dettato poetico originale, che coniuga nettezza formale e intima visionarietà.
Valeria Rossella conduce inoltre un'attività di traduzione di poeti polacchi, collaborando con giornali e riviste. In particolare, ha tradotto il premio Nobel Czesław Miłosz, curando un'antologia delle sue liriche (La fodera del mondo) e la versione di Trattato poetico.
Dal 1993 al 2001 è vissuta a Roma con il marito, lo scrittore, poeta e drammaturgo Fabio Doplicher.

## Critica
"Scolpita in ritmi di ampia risonanza classica, in versi spesso lunghi, sostenuti da sonorità tutte interne alla grana stessa della voce che canta, denuncia, spesso invoca, la Rossella celebra – tema veramente centrale – l'infinita misericordia di una poesia che convoca morte e vita in un punto critico e indissolubile di comunione", afferma Giovanni Tesio nel 2012, e Daniele Piccini sul Corriere della Sera ribadisce nello stesso anno: "i testi sono affilati grazie al lessico puntuale, sonanti per il ritmo e per il fruscio allitterante, sospesi in una desolata bellezza".

## Opere

### Poesia
- Spartiti per il pifferaio di Hamelin, parabole, discanti e incanti (Genesi, Torino, 1981)
- L'usignolo meccanico (Edizioni del Leone, Spinea-Venezia, 1991)
- L'anima del violino (Galleria Pegaso Editrice, Forte dei Marmi, 1996)
- Il luminaio (Crocetti, Milano, 2003)
- La città di Kitež (Nino Aragno Editore, Torino, 2012)
- Quello che vedo (Interlinea Edizioni, Novara, 2021)

### Traduzioni
- Fryderyk Chopin. Le lettere (Il Quadrante Edizioni, Torino, 1986)
- La fodera del mondo, antologia dell'opera poetica di Czesław Miłosz (Fondazione Piazzolla, Roma, 1996)
- Trattato poetico, di Czesław Miłosz (Adelphi, 2011)